# Forclusion (psychanalyse)
Pour les articles homonymes, voir Forclusion.
La forclusion, traduction proposée par Jacques Lacan d'un emploi chez Sigmund Freud du terme de Verwerfung (pour « rejet »), désigne  le mécanisme de défense à l'origine de la psychose.
Lacan forge ce concept dans les années 1950, quand il élabore sa théorie du symbolique. Avec la forclusion comme mécanisme de défense spécifique échappant au refoulement, il détermine une structure de la psychose séparée de celle de la névrose. Le signifiant fondamental du Nom-du-père est forclos : le phallus en tant que signifiant du complexe de castration est rejeté hors du champ symbolique du sujet.

## De Freud à Lacan
Selon Jean Laplanche et Jean-Bertrand Pontalis, Lacan se réclame de l'emploi que fait Freud dans certains textes du terme de Verwerfung (rejet) en relation avec la psychose et propose « comme équivalent français le terme de forclusion ».
Pour Laplanche et Pontalis, la « filiation freudienne » invoquée par Jacques Lacan au sujet de cette notion de « forclusion », telle qu'elle est proposée, appelle plusieurs remarques : des remarques terminologiques ainsi que des remarques sur la conception freudienne de la défense psychotique. 
D'après le Vocabulaire de la psychanalyse, le verbe verwerfen et le substantif  Verwerfung seraient employés par Freud dans des acceptions variées qui pourraient se ramener à trois : 1) le « refus » sur le mode du refoulement, 2) le « rejet » en tant que « jugement conscient de condamnation » (Urteilsverwerfung), 3) le sens qui va être mis en avant par Lacan, qu'on trouve par exemple dans Les psychonévroses de défense (1894),  quand Freud parle d' « une sorte de défense bien plus énergique et bien plus efficace qui consiste en ceci que le moi rejette (verwirft) la représentation insupportable en même temps que son affect et se conduit comme si la représentation n'était jamais parvenue au moi ».
Mais le texte sur lequel Lacan va s'appuyer avant tout pour promouvoir la notion de forclusion est un passage de L'homme aux loups, où Freud observe chez le sujet la coexistence de plusieurs attitudes vis-à-vis de la castration rejetée (verworfen) ; Freud rapporte aussi une hallucination de son patient à l'âge de cinq ans.
D'autres termes que Verwerfung employés par Freud se rapprochent du concept de forclusion chez Lacan : ablehnen (écarter, décliner), aufheben (supprimer, abolir), verleugnen (dénier).
Tandis que dans les premiers textes freudiens, le mécanisme de la projection correspond chez le psychotique à un rejet d'emblée dans l'extérieur et non pas à un retour du refoulé inconscient, la projection est interprétée ultérieurement à un temps secondaire au refoulement névrotique et n'est plus considérée en ce sens comme le ressort essentiel de la psychose. Dans les « Remarques psychanalytiques sur l’autobiographie d’un cas de paranoïa : le président Schreber », Freud reconnaît plutôt que « ce qui a été aboli (das Aufgehobene) à l'intérieur revient de l'extérieur ».
Dans ses derniers travaux, Freud centre davantage sa réflexion autour de la notion de Verleugnung ou « déni de la réalité » qu'il étudie dans le cas du fétichisme comme perversion apparentée à la psychose.

## La forclusion chez Jacques Lacan
En France, la définition donnée dans les années 1950 par Jacques Lacan  de ce qu'il entend sous le terme de forclusion (Repudiation ou Foreclosure en anglais ; Verwerfung en allemand) est la suivante : « défaut qui donne à la psychose sa condition essentielle, avec la structure qui la sépare de la névrose » (D'une question préliminaire à tout traitement possible de la psychose, 1957). C'est en effet dans le cadre de sa théorie du « symbolique » que Lacan forge le concept de forclusion en s'appuyant notamment sur le texte freudien de L'homme aux loups. D'après le Vocabulaire de la psychanalyse, la notion lacanienne de forclusion désigne le « rejet primordial d'un “signifiant” fondamental (par exemple: le phallus en tant que signifiant du complexe de castration) hors de l'univers symbolique du sujet ».

### Histoire du concept lacanien
Selon Élisabeth Roudinesco et Michel Plon, Jacques Lacan introduit le terme de forclusion pour la première fois le 4 juillet 1956 dans la dernière séance de son séminaire sur les psychoses consacré à la lecture du commentaire freudien sur la paranoïa du juriste Daniel Paul Schreber.
Pour Roudinesco et Plon, on comprend mieux la genèse du concept lacanien de forclusion en la rapportant à l'utilisation que fait Hippolyte Bernheim en 1895 de la notion d'« hallucination négative » qui désigne « l'absence de perception d'un objet présent dans le champ du sujet après hypnose ». Freud n'a plus repris cette notion de Bernheim à partir de 1917, parce qu'à partir de 1914, il a proposé une nouvelle classification des névroses, des psychoses et des perversions dans le cadre de sa théorie de la castration.
En France, Édouard Pichon introduit quant à lui le terme de « scotomisation » pour désigner un mécanisme  d' « d'aveuglement inconscient » chez le sujet qui lui permet ainsi d'effacer de sa mémoire ou de sa conscience des faits désagréables. En 1925, une polémique oppose Freud et René Laforgue à ce sujet : Laforgue propose de traduire par « scotomisation »  aussi bien le déni (Verleugnung) qu'un autre mécanisme relevant de la psychose. Freud refuse de suivre Laforgue, il continuera de distinguer la Verleugnung de la Verdrängung (refoulement). 
Quand Édouard Pichon publie en 1928 avec son oncle Jacques Damourette un article « Sur la signification psychologique de la négation en français », le registre n'est plus clinique, mais linguistique : l'adjectif « forclusif » est emprunté au vocabulaire juridique : le locuteur n'envisage plus certains faits comme faisant partie de la réalité, lesquels faits sont donc forclos.
En 1954, Lacan entreprend d'actualiser cette question du forclusif et de la scotomisation à l'occasion d'un débat avec le philosophe hégélien Jean Hyppolite à propos de la Verneinung que ce dernier a proposé de traduire par dénégation et non par négation. Lacan s'inspire aussi de la Phénoménologie de la perception de Maurice Merleau-Ponty, en particulier des pages sur « l'hallucination comme “phénomène de désintégration du réel”, composante de l'intentionnalité du sujet ».

### Forclusion du Nom-du-père
Pour appréhender la psychose, Jacques Lacan postule une lésion dans le champ de l’Autre : le Nom-du-Père y fait défaut. Il n’est pas refoulé mais forclos. N’étant pas articulé dans le symbolique langagier, quand il fait retour, il surgit dans un réel hors-sens. D’où la fréquence de l’appel à un imaginaire paternel dans le délire.
Avec le cas du Président Schreber, il est question du « rapport du sujet au signifiant ». Selon Lacan, « l'attribution de la procréation au père ne peut être que l'effet d'un pur signifiant, d'une reconnaissance non pas du père réel, mais de ce que la religion nous a appris à invoquer comme le nom du père ». Il s'agit du père « au titre de sa fonction symbolique de castration ». Si le Nom-du-père vient à manquer, s'ouvre un trou dans le symbolique à la place de la signification phallique. Le père n'étant pas un signifiant, il ne peut être qu'une « figure imaginaire à laquelle le symbole carrent ne peut faire limite ».
En 1987, Jacques-Alain Miller introduit la notion de « forclusion généralisée ». Elle désigne un trou structural dans le champ du symbolique qui implique l’absence de référence ultime. Elle vaut pour tout sujet parlant, tandis que la forclusion du Nom-du-Père, forclusion dite alors restreinte, ne vaut que pour quelques-uns.